# Thierry Carcenac
Thierry Carcenac (* 19. Dezember 1950 in Lescure-d’Albigeois, Département Tarn) ist ein französischer Politiker und war von 1997 bis 2012 Abgeordneter der  französischen Nationalversammlung.
Thierry Carcenac ist Mitglied der Sozialistischen Fraktion (Groupe Socialiste). Mittlerweile ist er zum zweiten Mal Präsident des Conseil Général du Tarn (bis 2013). 2007 leitete er den Ausschuss für Informationstechnik der Versammlung der Départements in Frankreich.